# Rustam Akhmedzade
Rustam Akhmedzade (Burtyn, 25 de diciembre de 2000) es un futbolista ucraniano, nacionalizado azerí, que juega en la demarcación de delantero para el Sumgayit FK de la Liga Premier de Azerbaiyán.

## Selección nacional
Hizo su debut con la selección de fútbol de Azerbaiyán el 2 de junio de 2021 en un encuentro amistoso contra Bielorrusia que finalizó con un resultado de 1-2 a favor del combinado azerí tras el gol de Maksim Skavysh para Bielorrusia, y de Badavi Hüseynov y Ramil Şeydayev para el combinado azerí.

## Clubes
| Club                              | País       | Año       | Partidos | Goles |
| --------------------------------- | ---------- | --------- | -------- | ----- |
| FC Kolos Kovalivka                | Ucrania    | 2019-2020 | 0        | 0     |
| FC Podillya Khmelnytskyi (cedido) | Ucrania    | 2020      | 0        | 0     |
| FC Mynai                          | Ucrania    | 2020-2022 | 39       | 3     |
| Qarabağ FK                        | Azerbaiyán | 2022      | 8        | 0     |
| Zira FK (cedido)                  | Azerbaiyán | 2022-2025 | 96       | 8     |
| Sumgayit FK                       | Azerbaiyán | 2025-     |          |       |